# دی‌ان‌ای (ترانه کندریک لامار)
«دی‌ان‌ای» (به انگلیسی: DNA) ترانه‌ای از کندریک لامار خواننده رپ اهل ایالات متحده آمریکا از چهارمین آلبوم استودیویی لعنت وی است.
نماهنگ ترانه در ۱۸ آوریل ۲۰۱۷ انتشار یافت، دان چیدل بازیگر اهل ایالات متحده آمریکا در نماهنگ حضور دارد.

## اجراهای زنده
لامار ترانه «دی‌ان‌ای» را در جشنواره موسیقی و هنر دره کواچلا در ۲۳ آوریل ۲۰۱۷ اجرا کرده‌است. همچنین ترانه را در تور کنسرت لعنتی خود اجرا کرد و همچنین وی ترانه را در شصتمین مراسم جایزه گرمی اجرا کرد.